# Raúl González (anfitrión)
Raúl Martín González Reyes (Caracas, Venezuela, 27 de octubre de 1971) es un presentador de televisión, actor y locutor venezolano.

## Biografía
Comenzó su carrera actuando en el teatro para niños en Caracas, donde durante los años participó en más 30 obras. A los 18 años, fue anfitrión de programa de televisión para niños en Venezuela, Chamokrópolis, en Televen, y dos años después en Supercrópolis, por RCTV. En ambos casos acompañado siempre de la hoy fallecida Merci Mayorca.
En 1994, se trasladó a Miami, durante los siguientes seis años hizo radio y fue la voz del canal de vídeos HTV, también fue seleccionado para ser el presentador principal de “La Gran Aventura” de Discovery Kids Latin America/Iberia. Luego presentó el programa “Game Lab” para Nickelodeon en inglés.
Para octubre de 2002, logró finalmente convertirse en uno de los anfitriones en el popular programa matutino Despierta América, junto con Fernando Arau, Ana María Canseco, y la presentadora de noticias Neida Sandoval.
El 27 de febrero de 2014, renuncia formalmente a Despierta América después de 13 años de coanimador del programa, dejando a Univisión, para unirse a Telemundo en marzo del mismo año, donde pasa a ser anfitrión una serie de programas nuevos, y donde es el anfitrión principal de los Premios Billboard de la Música Latina 2014.
Desde el 7 de noviembre de 2015, el venezolano acompañado de la mexicana Angélica Vale, es el anfitrión del programa de variedades de Telemundo, ¡Qué Noche!, el programa saldría del aire a finales de 2016. El 30 de julio de 2017 empieza a conducir Gran oportunidad, por la misma cadena televisiva.

## Anfitrión
- Gran Oportunidad (Telemundo, 2017)
- ¡Que Noche! (Telemundo, 2015)
- Miss Universe (Telemundo, 2014)
- Miss Teen USA (Xbox Live, 2014-2015)
- Billboard Latin Music Awards (Telemundo, 2014)
- Despierta América (Univision, 2002-2014, 2019-presente)
- Supercrópolis (RCTV, 1992-1994)
- Chamokrópolis (Televen, 1990-1991)